# Simone Weiler
Simone Ulrich (geborene Karn; geschiedene Weiler; * 16. Dezember 1978 in Speyer) ist eine deutsche Schwimmerin. Ihre Hauptlage ist das Brustschwimmen.

## Leben
Ulrich stammt  aus Römerberg Mechtersheim in Rheinland-Pfalz, lebte von 1995 bis 1998 in Heidelberg, 1999 in Eppelheim, 1999 bis 2005 in Speyer, 2005 bis 2007 in Römerberg Mechtersheim, 2007 bis 2008 in Heidelberg, 2009 bis 2011 in Frankenthal und seit 2011 in Gerolsheim. Im Alter von  12 Jahren begann sie mit dem Schwimmen beim WSV Speyer, im Alter von 5 bis 7 Jahren hatte sie 3 Schwimmkurse benötigt, um richtig Schwimmen zu lernen. Im Alter von 15 Jahren ging sie zum SV Nikar Heidelberg, zunächst bei Werner Essig und dann unter ihrem langjährigen Trainer Michael Spikermann. Sie arbeitete zur aktiven Zeit halbtags als Steuerfachangestellte in Walldorf. Mit Beendigung ihrer Karriere begann sie eine Zusatzausbildung zur Bilanzbuchhalterin. Im Jahr 2000 war sie Olympiateilnehmerin in Sydney (Australien), 2002 Europameisterin in Berlin. Weltmeisterschaften 2001 Platz 4. 2001. Mehrfache Deutsche Meisterin. 2002 wurde ihr vom damals amtierenden Bundespräsidenten Johannes Rau die höchste sportliche Auszeichnung, das Silberne Lorbeerblatt, verliehen. Seit 2014 ist sie Mitglied im Förderverein Kindergarten Naseweis, seit 2021 ist sie 2. Vorstand, seit 2019 Mitglied der FWG Gerolsheim und im Gemeinderat sowie Finanzausschuss, 2020 gründete sie die Bürgerinitiative Gerolsheim BEWEGT e. V., 2024 kandidiert sie für die Bürgermeisterwahl in Gerolsheim. Sie hat zwei Kinder, ein Junge und ein Mädchen.

## Erfolge
- Seit 1998 Mitglied der deutschen Nationalmannschaft
- Bronzemedaille mit der deutschen Nationalmannschaft bei den Goodwill Games in New York
- Siebte der Europameisterschaften 1999 in Istanbul über 200 Meter Brust
- Zwölfte der Olympischen Spiele 2000 in Sydney über 100 Meter Brust
- Neun deutsche Meistertitel seit 2001 (50, 100, 200 Meter Brust)
- Vierte bei den Weltmeisterschaften 2001 in Fukuoka mit der 4-mal-100-Meter-Lagenstaffel
- Europameisterin 2002 in Berlin mit der 4-mal-100-Meter-Lagenstaffel in Europarekordzeit
- Dritte bei den Kurzbahneuropameisterschaften 2003 in Dublin über 200 Meter Brust
- Fünfte der Kurzbahnweltmeisterschaften 2004 in Indianapolis über 100 und 200 Meter Brust
- Dritte der Kurzbahneuropameisterschaften 2004 in Wien über 100 Meter Brust
- Weltcupsiegerin 2005 in Berlin über 100 Meter Brust
- Deutsche Mannschaftsmeisterin 2005 in Goslar
- Europameisterschaften 2006 in Budapest
- Dritte beim Weltcup 2006 in Berlin über 50 Meter Brust
- Achte der Europameisterschaften 2007 in Debrecen über 200 Meter Brust